# Заплава річки Чингул
Заплава річки Чингул — ландшафтний заказник місцевого значення. Об'єкт розташований на території Токмацького району Запорізької області, в межах земель Жовтневої сільської ради та Токмацького лісництва ДП «Приморське лісове господарство».

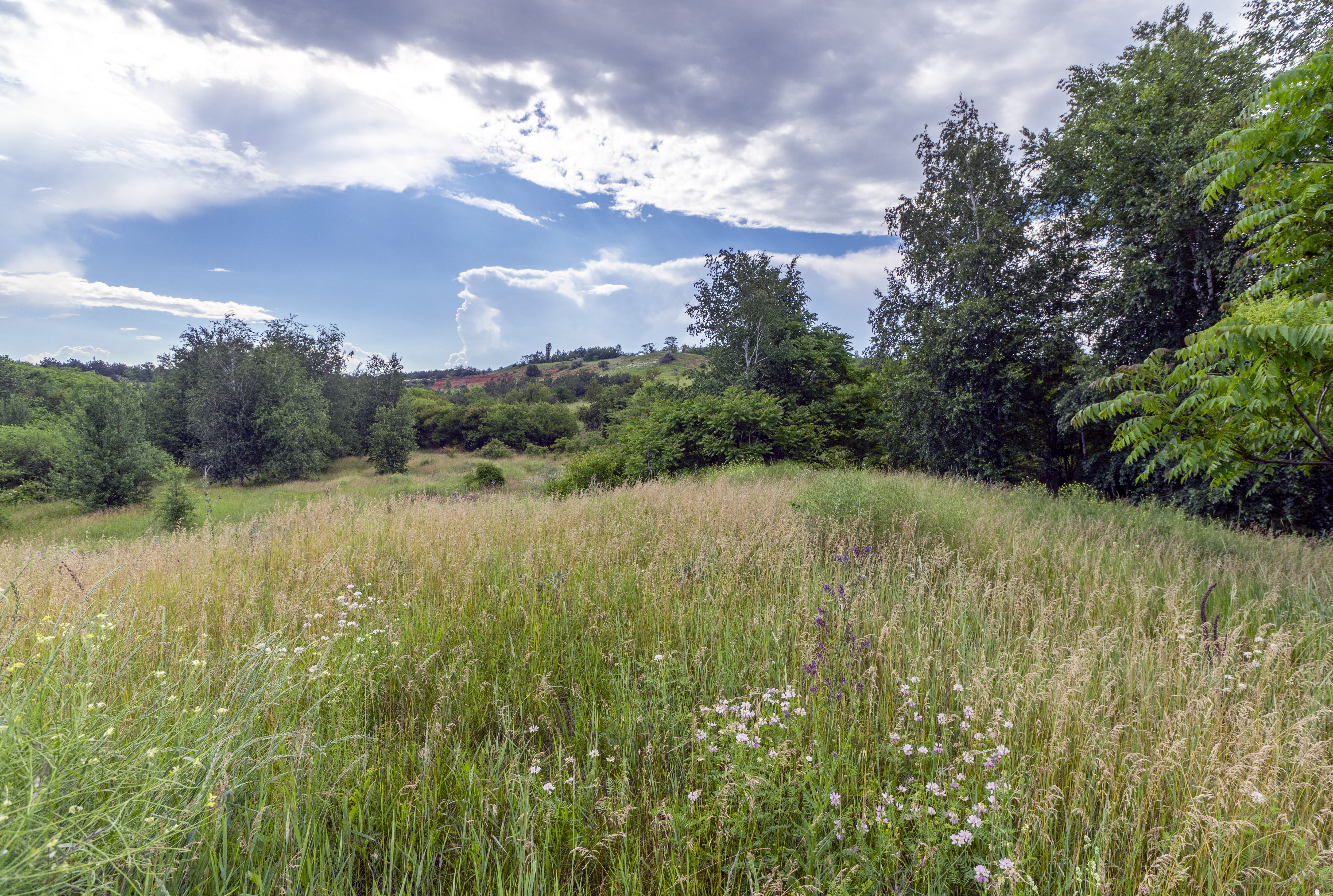
Червона Гора в заплаві

Площа — 154 га, статус отриманий у 2004 році.
Заказник належить до переліку природно-заповідних територій, особливо важливих для збереження ландшафтного та біологічного різноманіття Запорізької області.

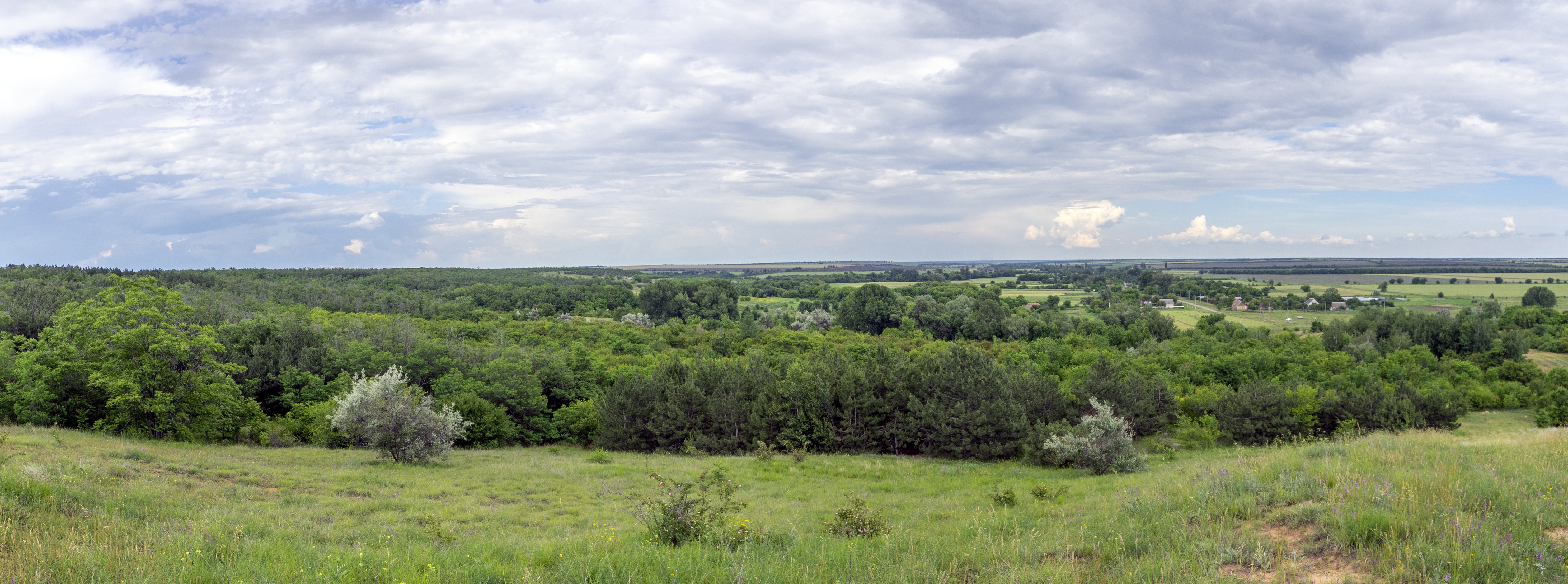

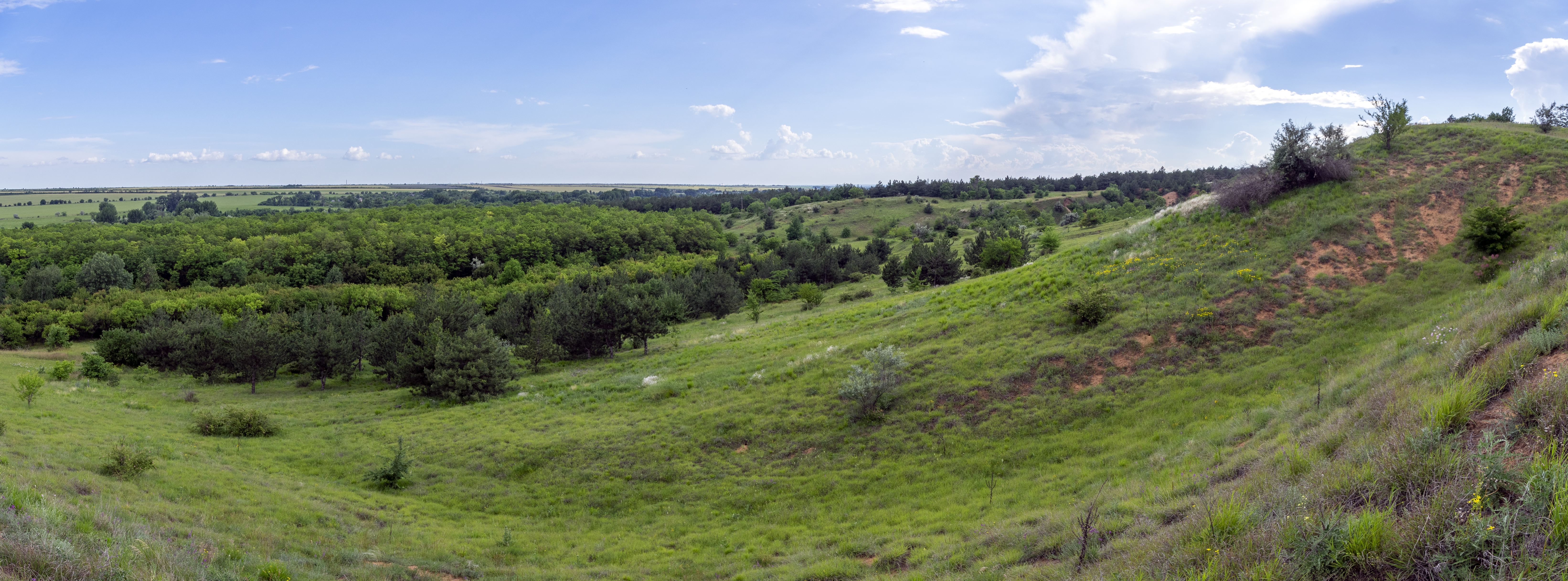